# جائزة ألمانيا الكبرى 1987
جائزة ألمانيا الكبرى 1987 هو سباق فورمولا 1 أقيم بتاريخ 26 يوليو 1987 في حلبة هوكنهايم، ألمانيا الغربية. كان الثامن من أصل 16 في بطولة العالم لسباقات الفورمولا واحد موسم 1987. حلّ البرازيلي نيلسون بيكيه أولا بينما جاء السويدي ستيفان يوهانسون في المركز الثاني وحصل على المركز الثالث البرازيلي آيرتون سينا.